# Ideobisium crassimanum
Ideobisium crassimanum es una especie de arácnido del orden Pseudoscorpionida de la familia Syarinidae.

## Distribución geográfica
Se encuentra en la República Dominicana, Ecuador y Venezuela.